# Ayenas
Ayenas (oficialmente Aientsa) es un conjunto de caseríos del municipio español de Aranaz, perteneciente a la Comunidad Foral de Navarra.

## Historia
Hacia mediados del siglo XIX, el lugar ya era referido como un barrio o caserío disperso del municipio de Aranaz. En 2023, la entidad singular de población tenía empadronados 46 habitantes.